# 哲人王 〜李登輝対話篇〜
『哲人王 〜李登輝対話篇〜』（てつじんおう りとうきたいわへん）は、台湾の民主化の原動力となった李登輝の精神の成長の過程を描いたトランス・ドキュメンタリー映画。監督・園田映人。

## キャスト
- 山口まりあ - 桃果
- 李登輝（声） - てらそままさき

## スタッフ
- 脚本・監督 - 園田映人
- 撮影監督 - 栗田東治郎
- アニメーション絵コンテ・演出・原画 - 石山タカ明
- アニメーション美術・背景 - 柴山恵理子
- CGアーティスト - 半谷利希
- アクリルロトスコープ - 早坂英明
- 音楽 - 田畑直之
- アニメーション制作協力 - GRAPHINICA
- 製作 - 哲人王製作委員会